# المدرسة الحديثة
المدرسة الحديثة كانت حركة حداثية في الأدب العربي بدأت في عام 1917 في مصر وانطلقَت لتنتشر ببقية الدول العربية. ترتبط الحركة بتطور القصة القصيرة في الفترات المبكرة من الأدب العربي الحديث. يُنظر للحركة اليوم بصورة سياسية تاريخية أكثر من كونها أدبية، حيث يُرى بأن تقسيم الشرق الأوسط، وتحديد هوياته جاء من مفهوم أوروبي متأثر بشدة بالعهد القديم والكتاب المقدس، فأُنشئَت الدول في هذه المنطقة على أساس هويات اندثرت من ألفي عام متغاضيًا عن العصور الإسلامية بسبب وِحدة الأراضي والنفوس والشعوب، فمثلًا انطلاقًا من مفهوم الهدم والبناء المُتبروز، اهتم أعضاء المدرسة الحديثة بالبحث عن الأدب المصري تحديدًا وعن الهوية المصرية، وذلك أن مصر وهويتها كانت مهمةً في العهد القديم وفي تأسيس الخيال الأوروبي كأدب جاد مصري. فمثلًا قام أحمد خيري سعيد بتحرير مجلة الحركة: صحيفة الفجر: الهدم والبناء، التي نُشرت في الفترة من 1925 إلى 1927، والتي تعكس النظرة التي انتقلَت من الخيال الأوروبي للخيالات المحلية في الشرق الأوسط.

## السياق التاريخي
في أعقاب الحرب العالمية الأولى وتفكك الإمبراطورية العثمانية وتقسيمها، تحركت القوى العالمية الأوروبية - وخاصةً بريطانيا وفرنسا - إلى المنطقة بموجب نظام الانتداب الذي نص عليه ميثاق عصبة الأمم. مصر، التي كانت محتلة بالفعل من البريطانيين من قبل، أصبحت محمية بريطانية قانونية في عام 1914، مما أدى إلى ظهور مشاعر قومية بين المصريين اندلعت في ثورة 1919. لم يكن مفاجئًا أن تبدأ الحركة من مصر وليس سواها، وذلك أن التأثير الإنجليزي كان موجودًا فيها بصورة أكبر من البلدان المجاورة، وكانت ضرورةً لبداية ظهور قوميات مشابهة مثل لبنان الفينيقية، وفلسطين الكنعانية، وسوريا السريانية، والعراق الكلداني، وتونس البونيقية وغيرهم.
وتأتي حركة المدرسة الحديثة في سياق هذه اللحظة التاريخية، عندما كانت الدول العربية تحاول التحرر من الاستعمار والسيطرة الأجنبية وتكوين دولة. وكانت هناك أيضًا حركات نحو تحقيق "التقدم والحداثة" - أو كما اعتبرها البعض تغريبًا - والتي "انطوت على موقف نقدي وفي بعض الأحيان رافض للقيم التقليدية المحلية مناديًا بضرورة التغريب". على الرغم من اعتبار الأسلوب الثقافي الحديث المتمثل في المدرسة الحديثة ناجحًا لخلق قوى ناعمة تُؤمن بضرورة الانعزال والشعور القومي المتميز عن الآخر، إلا أن التغذية الزائدة للحركة في مصر، أخرجها من رداء القومية المصرية إلى رداء القومية العربية حيث اندلعت ثورة 23 يوليو، فحكم جمال عبد الناصر الذي حاول استبدال هذه الموجة بموجة قومية عربية، ولم تكن القومية العربية مستقلة عن السياسة والتاريخ، فقد تم تغذيتها أيضًا في إطار مساعدة العرب المتمثلين بالشريف حسين للإطاحة بالحكم العثماني، وهذه التغذيات كانت من أنجح المسببات لتوطيد الحكم الفرنسي والإنجليزي في غرب آسيا وشمال أفريقيا، فقد سبقها أيضًا فصل إيران القاجارية عن محيطها في آسيا الوسطى مثل أوزباكستان (كبخارى)، والقوقاز مثل داغستان (كدربند).

## الأعضاء
ومن بين الأعضاء الذين تأثروا بالمدرسة الحديثة كانوا أحمد خيري سعيد، وحسين فوز ، ومحمد تيمور ، ومحمود طاهر لاشين.
ومن الشخصيات الأخرى المرتبطة بالمدرسة الحديثة إبراهيم المصري، زكي طليمات، حسن محمود, يحيى حقي, محمد كامل حجاج, زكريا مهران, سيد درويش، أحمد علام، محمد رشيد، فائق رياض.

## التأثيرات
تأثر كتاب المدرسة الحديثة بالأدب الغربي ورأوا في الأدب العربي زُخرفًا لا طائل منه، وكان أكثر ما تأثروا به هو الأدب الروسي ما قبل الثورة، وخاصة أعمال ألكسندر بوشكين، ونيكولاي غوغول، وميخائيل ليرمونتوف، وإيفان تورجينيف، وفيودور دوستويفسكي، وليو تولستوي، وأنطون تشيخوف، ومكسيم غوركي، وبوريس أرتزابش.

## الصفات
ركزت حركة المدرسة الحديثة على القصة القصيرة كوسيلة مفضلة. كان أعضاؤها يميلون إلى إنشاء قصص تحتوي على عدد قليل جدًا من الشخصيات الرئيسة، وقصص فردية، ومواقف بسيطة. وقد سعوا إلى خلق أدب واقعي يعبر عن شخصية الفرد المصري، وخلق حس بالانفرادية.
أحمد خيري سعيد هو من صاغ شعار المدرسة الحديثة: (فلتحيا الأصالة ، فليحيا الإبداع . فليحيا التجديد والإصلاح).
ارتبطت هذه الحركة وأدب تلك الفترة بدعوات لاستخدام اللهجة المصرية ومحاولة إضفاء طابع فرعوني عليها، على الأقل في الحوار.

## إرث
بعد إنشاء سجل للموضوعات الأدبية وتطوير الشخصيات والحوار، قدمت المدرسة الحديثة مساهمات مهمة نحو تقليد الخيال الحديث في الأدب العربي.